# North Tripura (distrikt)
North Tripura (bengalsk: উত্তর ত্রিপুরা জেলা) er et distrikt i den indiske delstat Tripura. Distriktets hovedstad er Dharmanagar.

## Demografi
Ved folketællingen i 2011 var det 693,281 indbyggere i distriktet, mod 590,913 i 2001. Den urbane befolkningen udgør 17,34 % af befolkningen.
Børn i alderen 0 til 6 år udgjorde 13,87 % i 2011 mod 14,49 % i 2001. Antallet af piger i den alder per tusinde drenge er 971 i 2011 mod 970 i 2001.